# Marco Sanges
Marco Sanges (Roma, 28 novembre 1970) è un fotografo italiano.

## Biografia
Marco Sanges è un fotografo originario di Ostia. Ha lavorato per Vogue Italia, Dolce&Gabbana, e pubblicato su diverse riviste del settore fotografico.
Sanges ora vive a Londra, ed è conosciuto grazie alle sue innumerevoli mostre e pubblicazioni. Il lavoro di Sanges si compone di «mini storie, senza inizio né fine, aperte all'immaginazione di tutti, lasciando un alone di mistero che porta inevitabilmente a porsi delle domande». Il suo libro fotografico Circumstances è diventato anche un film, premiato al Portobello Film Festival nel 2008. Sanges ora sta sviluppando il progetto Ritratti Impossibili, la cui anteprima è apparsa su Repubblica.it.

## Opere

### Libri
- 2004
  - Circumstances

### Film
- 2008
  - Circumstances